# Chapelle de Locmaria-er-Hoët
La chapelle de Locmaria-er-Hoët est un édifice religieux situé au lieu-dit Locmaria-er-Hoët, sur la commune de Landévant dans le Morbihan.

## Historique
Construite au sein du village qui dominait la voie romaine de Nantes à Quimper, la chapelle est construite à l'emplacement d'un ancien édifice gallo-romain.
La chapelle a été remaniée au début du XVIe siècle. À cette époque, le chœur a été agrandi entraînant une différence d’ornement avec le transept. La charpente et ses peintures présentant un décor géométrique fait de noir et blanc et de couleurs d’ocre rouge et jaune, sont considérées comme exceptionnelles car les charpentes et les peintures du XVe siècle ont rarement été conservées dans la région. Lors de la restauration des peintures à partir de 2007, des traces de peinture conservées ont permis la reconstitution à l'identique des décors de la charpente, des techniques anciennes ont été mises en œuvre ; la peinture utilisée est fabriquée à partir d'une colle de peau de lapin mélangée à des pigments.

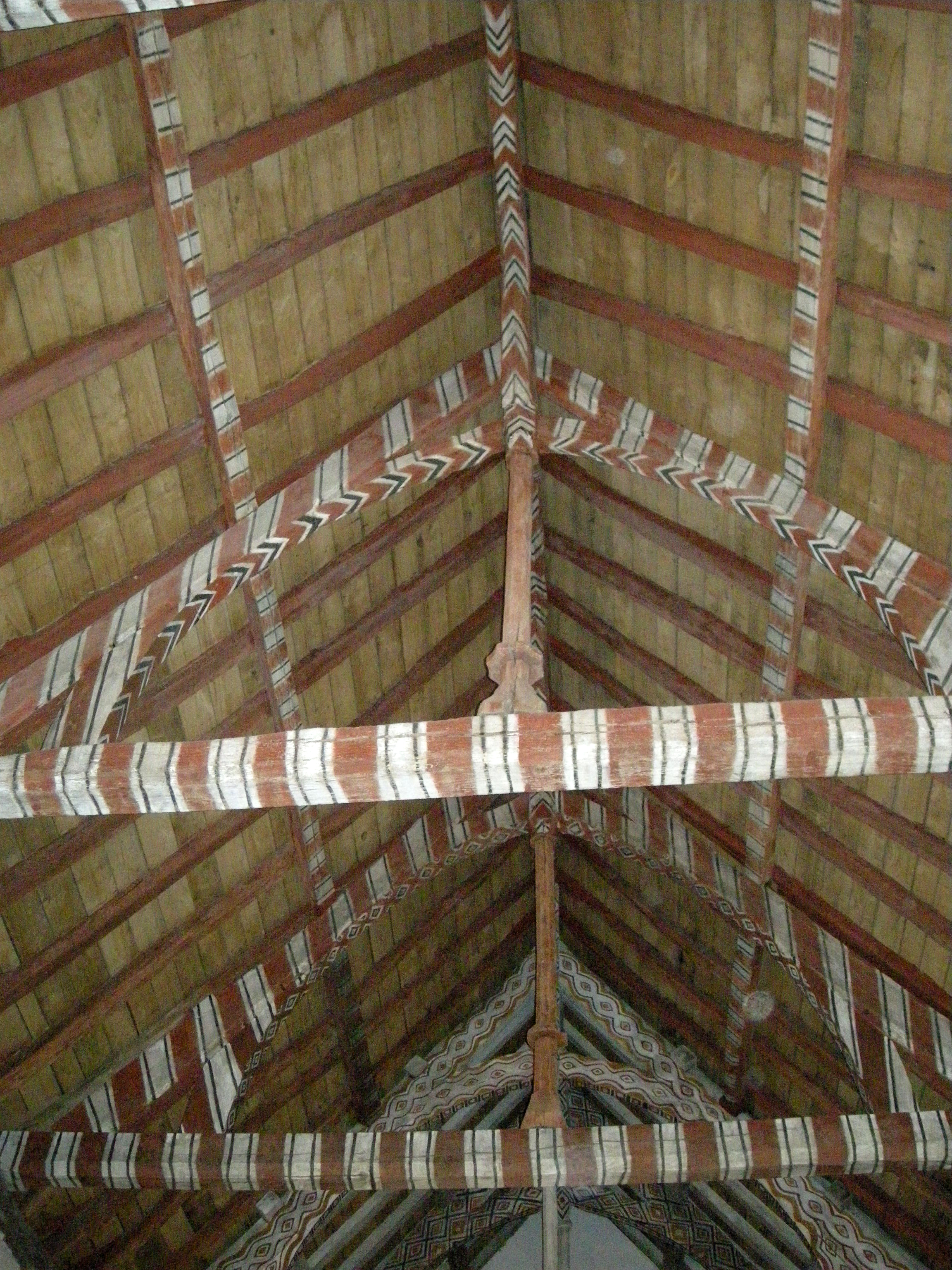
La charpente.

La croisée du transept possède des arcades doubles vers le bras et de grandes arcades simples vers la nef. Les arcades et les piliers sont marqués de l'époque de transition entre l'architecture romane et l'architecture gothique. Les chapiteaux sur colonnes sont sculptées de têtes d'hommes ou d'animaux. Les colonnes engagées sont formées de simples tores. La couverture a été refaite lors de la restauration de 2009.

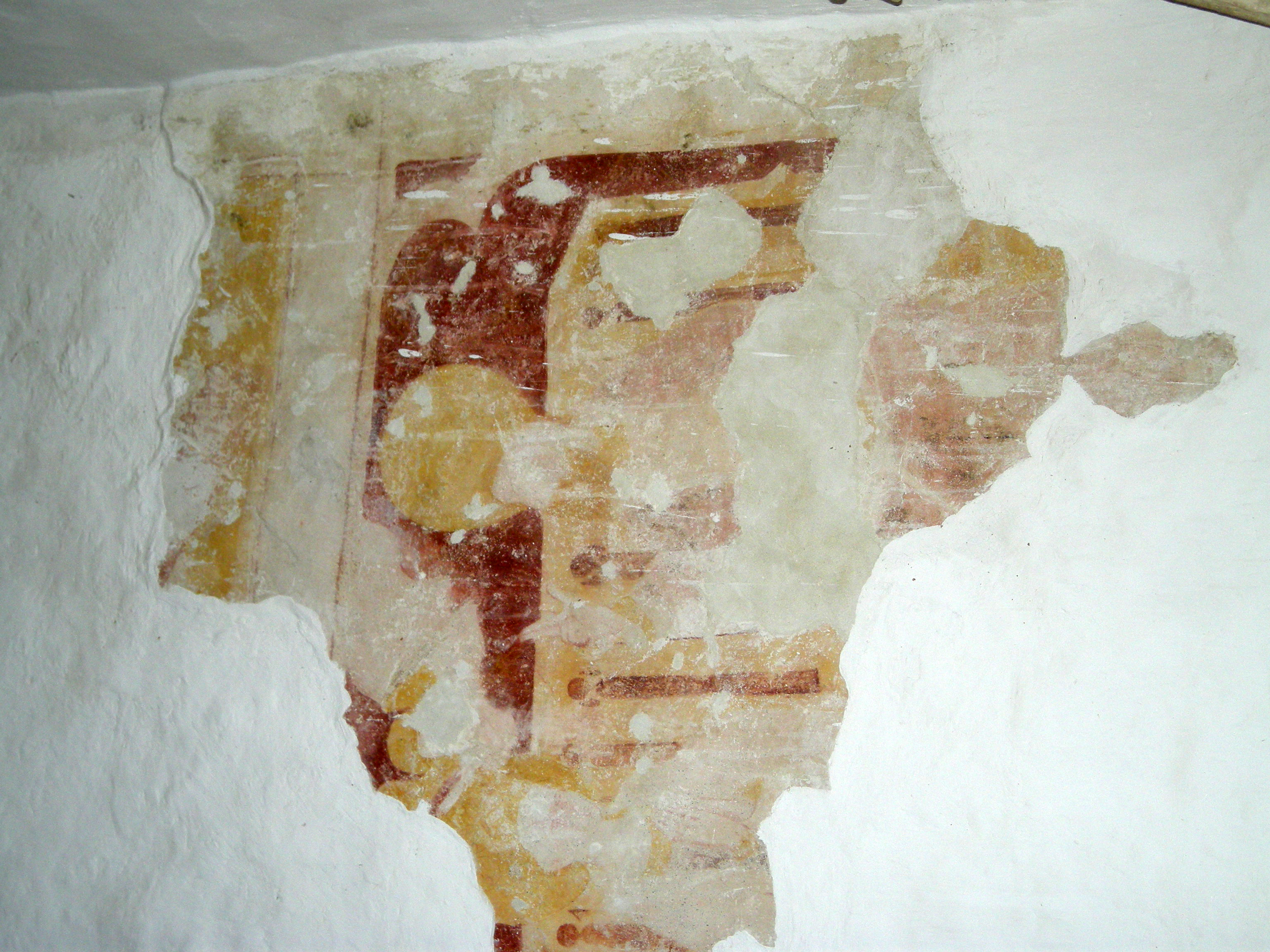
Fresque en cours de fouille à l'été 2012.

La chapelle de Locmaria-er-Hoët fait l’objet d’une inscription au titre des monuments historiques depuis le 24 avril 1925.

## Architecture
La chapelle est construite en plan de T. le mur du chevet est soutenu par deux contreforts d'angle cernés de larmiers saillants. Il est ouvert par une fenêtre qui s'ouvre en arc brisé. Elle est subdivisée en quatre lancettes trilobées et date du XVIe siècle. Les quadrilobes du tympan sont datés du XVe siècle.
Un arc diaphragme sépare la nef du chœur. Le carré du transept réemploie un ancien chapiteau romain. Deux piliers présentent des chapiteaux ornés de têtes d'hommes et de bêtes ; ils supportent une arcade double, à double rouleau et en plein cintre. Elle profilées d'une bande entre deux tores.

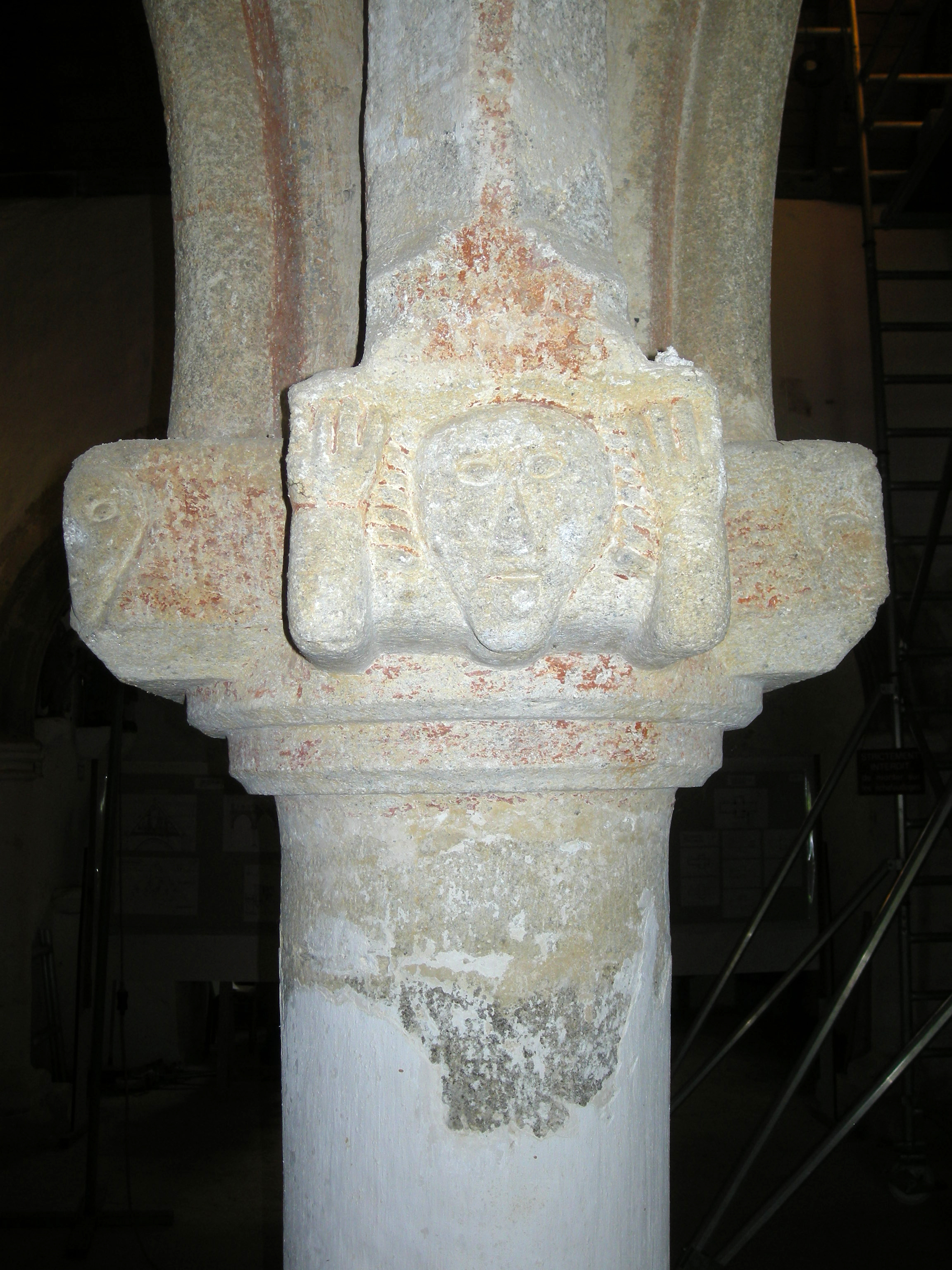
Détail du pilier nord.
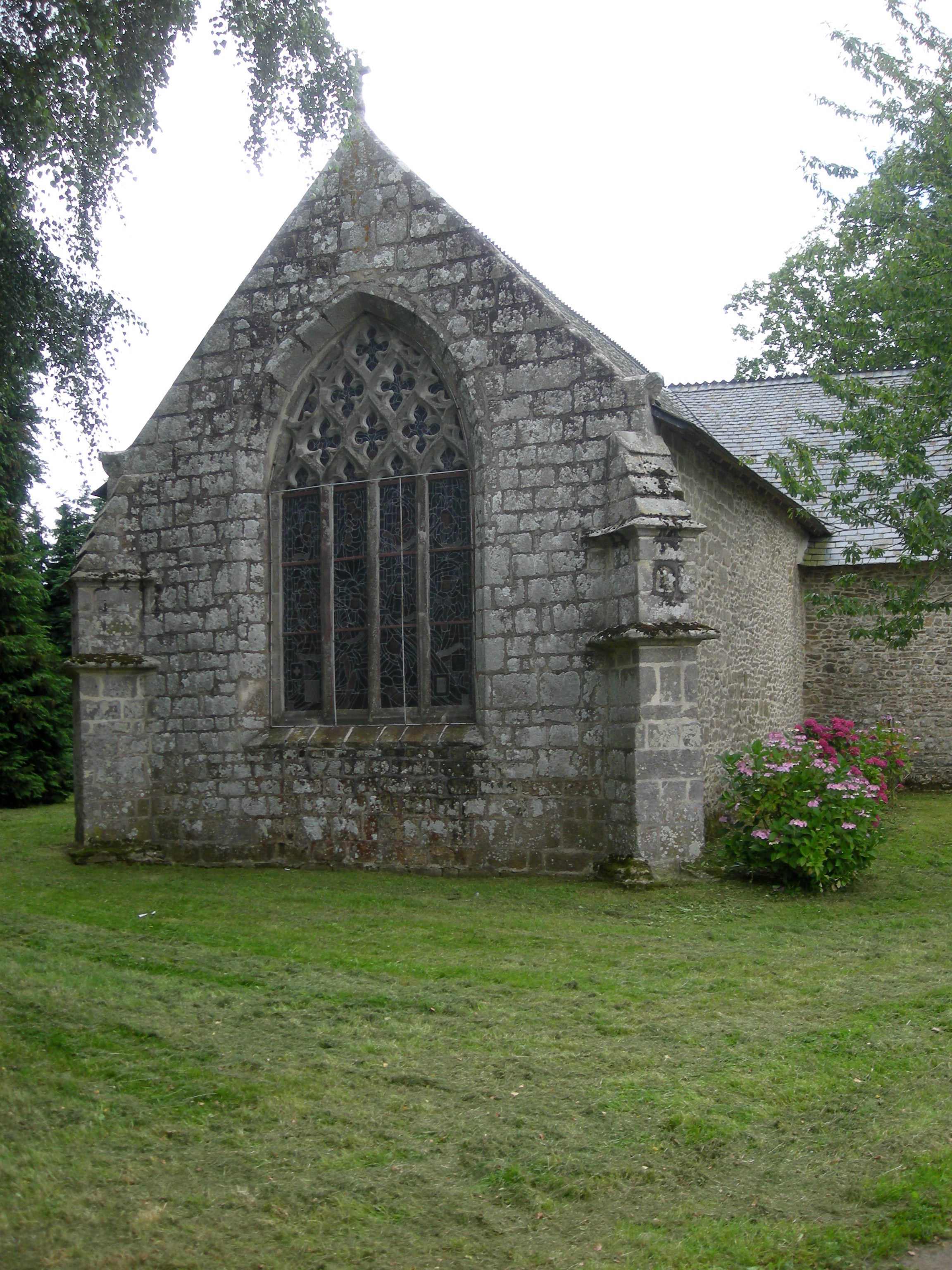
Le chevet.
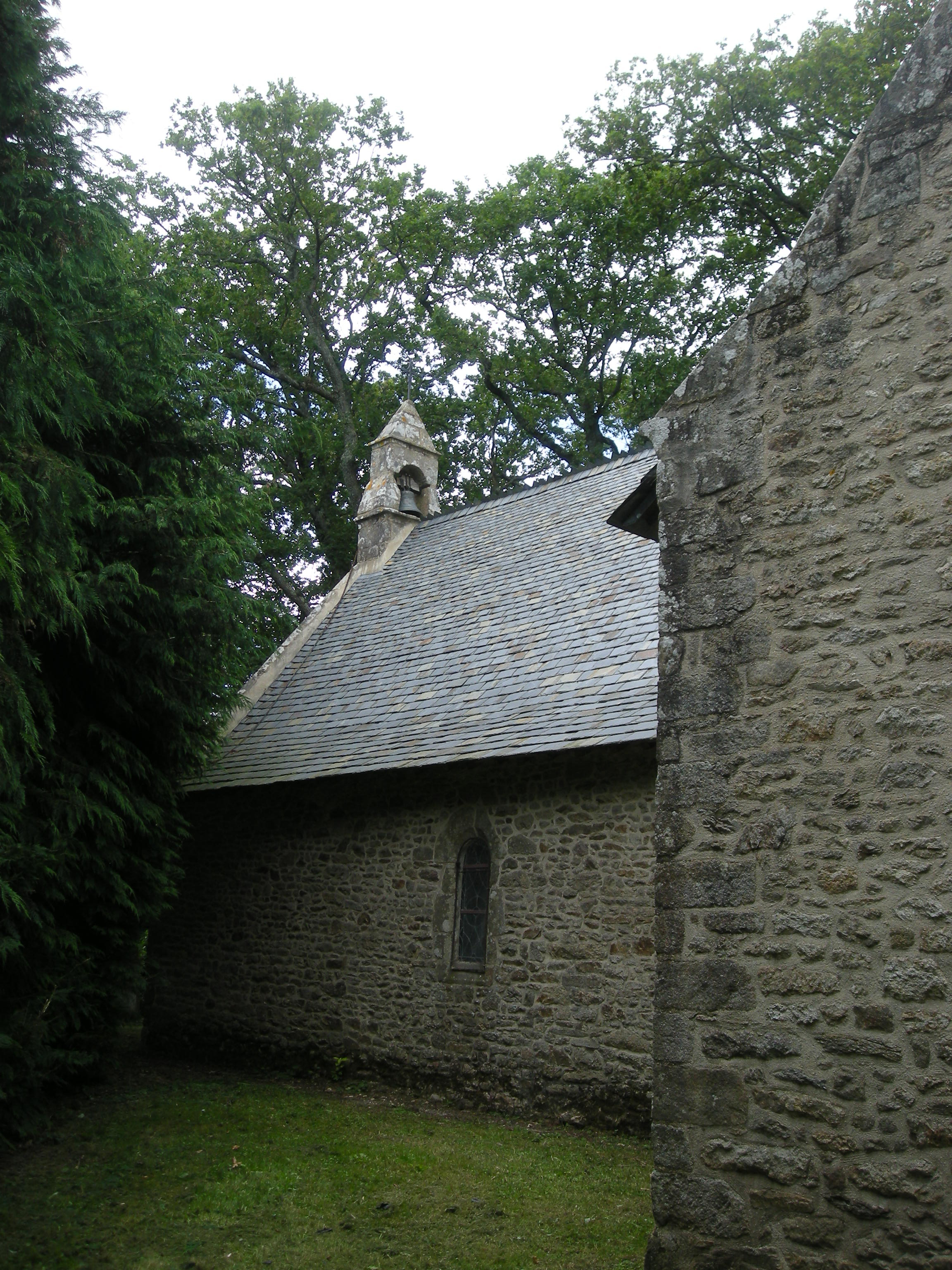
Le clocher.

## Mobilier
Initialement, le chœur était plus court de 5 mètres.
La fenêtre ou verrière, date du XVe siècle. Elle s'ouvre en arc brisé. Elle est divisée en quatre lancettes trilobées.
Le vitrail représente une partie de l'arbre de Jessé. Sont également représentés les blasons des familles ayant une prééminence sur la chapelle, ainsi que celui des ducs de Bretagne ; il a été posé en 1990.

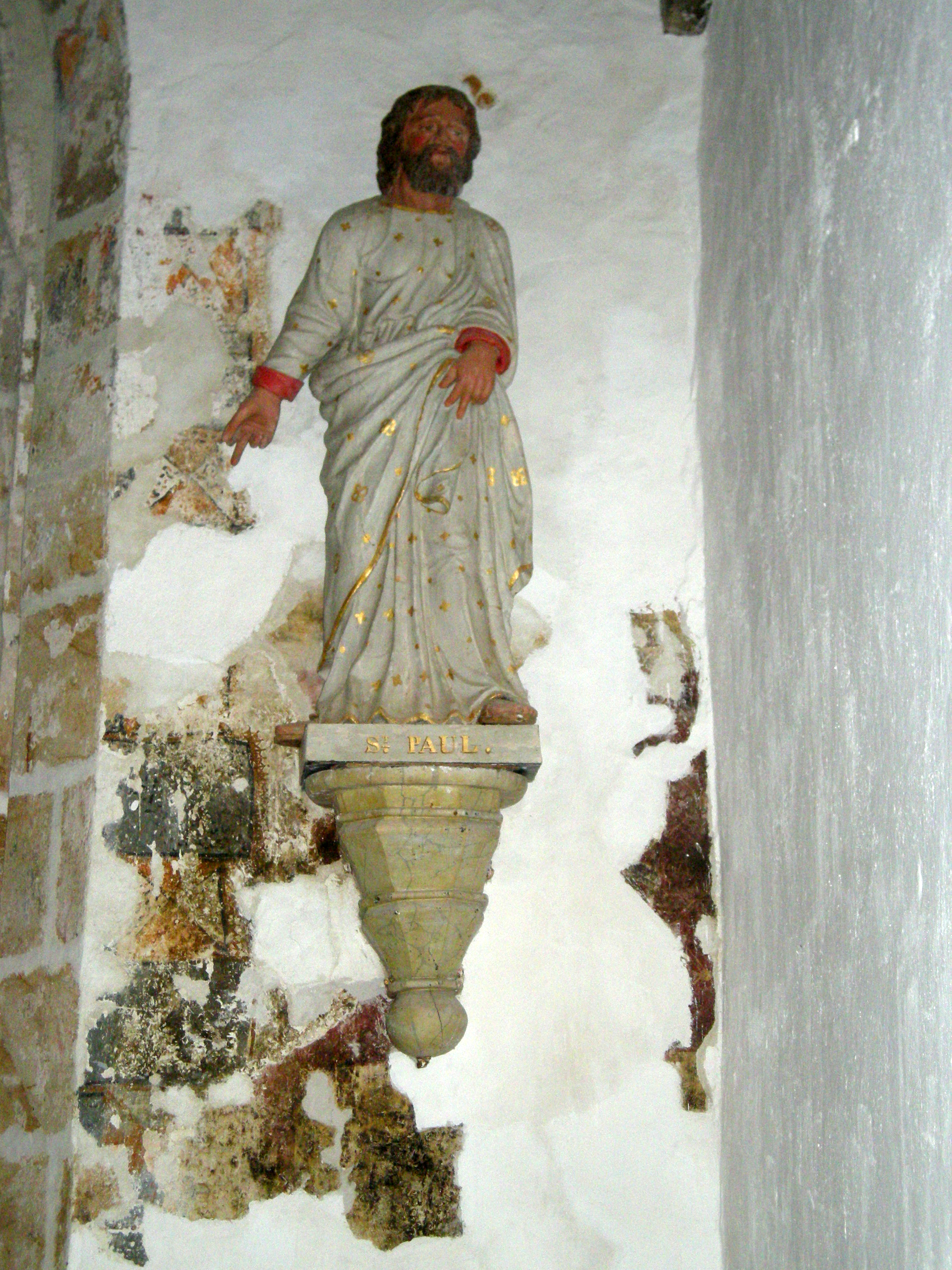
Statue de saint Paul.
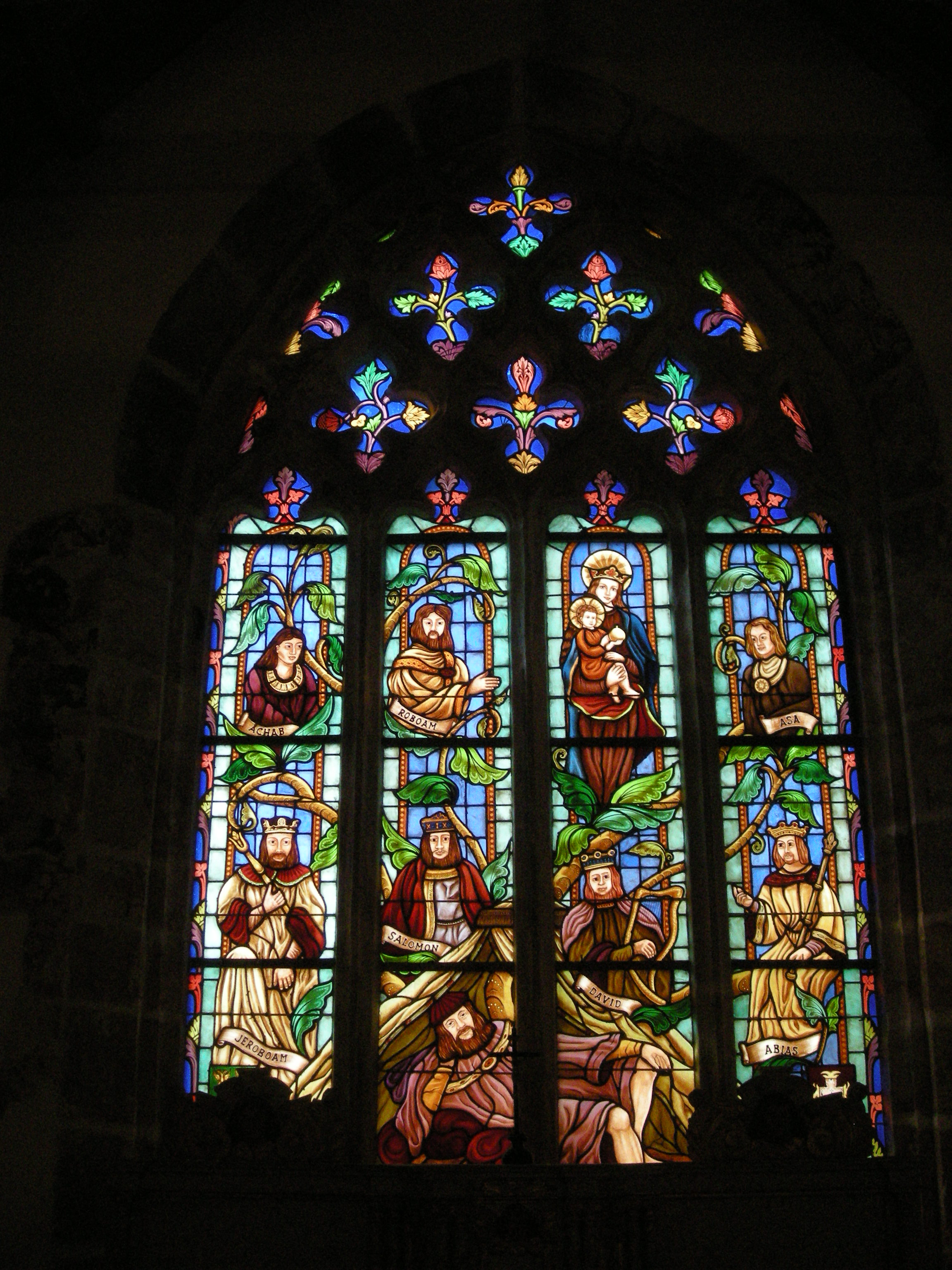
L'Arbre de Jessé, verrière du chevet.

Sur le mur du chœur une crédence du XVe siècle en arc brisé est remarquable. Les colonnettes possèdent une base sculptée et un chapiteau fleuri. Le fond est ornementé d'un trilobe en relief.